# جمعه عجیب (فیلم ۲۰۰۳)
جمعه عجیب (به انگلیسی: Freaky Friday) یک فیلم فانتزی کمدی آمریکایی محصول سال ۲۰۰۳ به کارگردانی مارک واترز است. در این فیلم بازیگرانی همچون جیمی لی کرتیس، لیندزی لوهان، هارولد گلد، چاد مایکل موری، مارک هارمون، استیون توبولوسکی، کریستینا ویدال، رایان مالگرینی، هیلی هادسون، روزالیند چائو، لوسیل سونگ، ویلی گارسون، دینا اسپیبی، جولی گونزالو، کایدن بوید، کریستوفر گست ایفای نقش کرده‌اند.
این فیلم در ۶ آگوست ۲۰۰۳ توسط والت دیزنی پیکچرز در سینماها اکران شد، فیلم با بودجه ۲۶ میلیون دلاری بیش از ۱۶۰ میلیون دلار در سراسر جهان فروخت و نقدهای مثبتی از منتقدان دریافت کرد. این فیلم برای کرتیس نامزدی گلدن گلوب برای بهترین بازیگر زن در فیلم موزیکال یا کمدی را به ارمغان آورد. دنباله‌ای به نام «جمعه عجیب‌تر» قرار است در سال ۲۰۲۵ اکران شود و کرتیس، لوهان و اکثر بازیگران نقش‌های مکمل را دوباره ایفا کنند.

## خلاصه داستان
آنا کلمن (لیندزی لوهان) دختر جوانی است که پدرش را از دست داده مادرش تس (جیمی لی کرتیس) می‌خواهد مجدداً ازدواج کند و آن‌ها سر این مسئله با هم اختلاف دارند همچنین آنا با مادرش در بسیاری از مسائل از جمله سبک زندگی و موسیقی با هم اختلاف دارند.
آن‌ها با هم به یک رستوران چینی می‌روند و پس از خوردن شیرینی بخت و اقبال جای آن‌ها با هم عوض می‌شود و آنا به جسم مادرش و همین‌طور مادر به جسم آنا انتقال پیدا می‌کند.
این انتقال در ابتدا سختی‌های زیادی دارد اما بعد منجر به این می‌شود که هردو درک بهتری از هم پیدا کنند در پایان و در مراسم عروسی مادر آنا (جیمی لی کرتیس) با رایان (مارک هارمون) و هنگام سخنرانی دوباره هرکدام از آن‌ها به جسم خود بازمی‌گردند.

## نقش‌ها
به کلی آزبورن در ابتدا نقش آنا (نه به عنوان بهترین دوست آنا) پیشنهاد شد اما تصمیم گرفت از این نقش آفرینی در این فیلم خارج شود. بعداً او گفت که مردم به دلیل موفقیت فیلم به او گفتند که این بزرگترین اشتباهی است که وی تاکنون مرتکب شده‌است. همچنین تام سلک در ابتدا جهت بازی در نقش رایان انتخاب شد اما درنهایت کنار رفت.

## پخش
گزارشگر مصاحبه تلویزیونی در واقع، دینا واترز، همسر مارک واترز کارگردان فیلم است.

## گاف‌های فیلم
- هنگامی که تس (در بدن آنا) از جیک خواست که سوار موتور شود، میکروفون در سپر شیشه ای کلاه ایمنی وی منعکس می‌شود.
- هنگامی که تس (در بدن آنا) از خواب بیدار می‌شود، می‌تواند از اتاق آنا خارج شود و در، که شب قبل از آن، از چارچوب خارج شده بود، هنوز آنجا است. در عکس و گفتگوهای‌های بعدی، بدیهی است که قرار نیست در نصب باشد، اما هست؛ و نیز برای فهمیدن این موضوع صبح روز بعدی که آنا و تس در وسط پله‌ها توقف کرده بودند، در پشت آنها در آنا با علامت "مشاوره والدین، در اتاق من بمان!" هنوز آنجاست.
- وقتی آنا روز پنجشنبه از مدرسه به خانه برگردد، می‌فهمد که هری با طبل‌هایی در اتاق خود در طبقه بالا در حال گیتار زدن است؛ سپس او هری را تا طبقه پایین تعقیب می‌کند و مستقیم وارد گاراژ می‌شود و گیتار خود را که در زمان تعقیب، در طبقه پایین دیده بود را بلافاصله در پارکینگ می‌بیند.
- وقتی آنا از مدرسه به خانه می‌آید و برادرش را در اتاق خود می‌یابد، موهایش همه شلخته و نامرتب است، اما وقتی او برای تمرین به داخل گاراژ می‌رود موهایش صاف و براق است، همچنین پس از اتمام کار، موهای او دوباره شلخته می‌شود.
- وقتی جیک در خارج از خانه ایستاده‌است و آواز می‌خواند، تس (در بدن آنا) به طرف پیاده‌رو می‌رود تا او را بزند. با این حال، پس از زدن، جیک، بر روی چمن کنار پیاده‌رو به زمین می‌افتد، در حالی که او در آن لحظه ای که ضربه می‌خورد و از سمتی که پرتاب می‌شود، باید در پیاده‌رو می‌افتاد نه بر روی چمن.
- وقتی تس (در بدن آنا) با هری وارد اتاق خود شد، سایه دوربین روی در می‌افتد.
- وقتی گروه "PINK SLIP" در خانه بلوز بازی می‌کند، نام گروه آنها روی طبل‌ها قرار می‌گیرد اما وقتی در مراسم عروسی بازی می‌کنند، اسم آنها وجود ندارد.
- وقتی تس (در بدن آنا) سعی دارد با استیسی قبل از کلاس صحبت کند، معلم خانم براون می‌گوید "خوب همه - بیایید بر روی صندلی‌هایمان برای امتحان بشینیم". و سپس استیسی به آنا می‌گوید "با من می شینی؟" در حالی که دانش آموزان مجاز نخواهند بود به خصوص در هنگام انجام امتحان، چیدمان خود را بر روی صندلی‌ها انتخاب کنند.[۲]